# Xenophoroidea
Xenophoroidea là một siêu họ ốc biển trong nhánh Littorinimorpha.

## Phân loài học
Theo cách phân loại của Bouchet & Rocroi (2005) thì Xenophoroidea bao hàm các họ:
- Họ Xenophoridae
- Họ † Lamelliphoridae